# Mazerolles (Charente)
Mazerolles è un comune francese di 359 abitanti situato nel dipartimento della Charente, nella regione della Nuova Aquitania.

## Società

### Evoluzione demografica
Abitanti censiti